# نادي نيويورك سيتي
نادي نيويورك سيتي لكرة القدم (بالإنجليزية: New York City Football Club)‏ هو فريق كرة القدم أمريكي محترف تأسس في 21 مايو 2013، ويتخذ من مدينة نيويورك مقراً له. شارك لأول مرة في منافسات الدوري الأمريكي لكرة القدم من موسم 2015. قام كل من نادي مانشستر سيتي الإنجيلزي وفريق نيويورك يانكيز للبيسبول، بشراء حقوق الفريق بواقع 100 مليون دولار أمريكي. فيمتلك نادي مانشستر سيتي الإنجيلزي 80% من النادي، بينما يمتلك فريق نيويورك يانكيز للبيسبول ال 20% الباقية.
وفي موسمه الأول لعب النادي مبارياته المحلية على ملعب اليانكيز بعد تهيئته للعب كرة القدم، إلى أن يتم تنفيذ مخطط لبناء إستاد جديد محاذي لملعب اليانكيز في منطقة ذا برونكس في مدينة نيويورك. وفي 10 فبراير 2015 خاض النادي أول مباراة ودية له ضد نادي سانت ميرين، واستطاع الفوز بنتيجة 2-0، ودخل اللاعب الإسباني دافيد فيا التاريخ، حيث حيث تمكن من تسجيل أول هدف في تاريخ النادي، وأيضاً أصبح أول كابتن للفريق.